# 마라벤타
마라벤타(Marrabenta)는 모잠비크의 댄스 음악으로 모잠비크 춤 리듬과 포르투갈 민요를 결합했다. 1930년대에서 1940년대에 걸쳐 모잠비크 수도인 마푸토에서 발달됐다.

## 어원
마라벤타라는 이름은 부수다는 뜻을 가진 포어 단어 rebentar에서 유래한 것으로 여겨진다.